# Bellium minutum
Bellium minutum ist eine Pflanzenart aus der Gattung Bellium und der Familie der Korbblütler (Asteraceae).

## Merkmale
Bellium minutum ist ein einjähriger Schaft-Therophyt, der Wuchshöhen von 5 bis 10 Zentimeter erreicht. Die Pflanze ist klein und wenig behaart. Die Blätter sind grundständig, elliptisch-eiförmig und ganzrandig. Die zahlreichen Köpfchenstiele sind sehr dünn und 20 bis 50 Millimeter groß. Die Köpfchen stehen einzeln. Die Hüllblätter sind zu 7 bis 10 in einer Reihe angeordnet. Die Zungenblüten sind weiblich, 7 bis 10 Millimeter lang und nur wenig länger als die Hüllblätter. Die Röhrenblüten sind gelb und glockenförmig. Die Achänen sind schwach zusammengedrückt und behaart. Der Pappus besteht aus einem äußeren Ring von häutigen Schuppen, die halb so lang wie die Achäne sind und einem inneren Ring von Borsten, die so lang oder länger als die Achäne sind.
Die Blütezeit reicht von März bis Juni.
Die Chromosomenzahl beträgt 2n = 18.

## Vorkommen
Bellium minutum hat eine ägäisch-zentralmediterrane Verbreitung. Es kommt auf Kalkfelsen in der Nähe der Küsten in Höhenlagen von 0 bis 100 Meter vor. Sein Verbreitungsgebiet umfasst Sizilien, Griechenland, Kreta, die Ägäis und Zypern.